# Sozialgeschichte
Sozialgeschichte erforscht und beschreibt die Entwicklung von Gesellschaften in der Vergangenheit.
Zunächst galt Sozialgeschichte – meist als „Sozial- und Wirtschaftsgeschichte“ – als Teildisziplin der Geschichtswissenschaft neben der dominanten Politischen Geschichte. Dabei geht es etwa um die eine Gesellschaft prägenden Gruppen, Stände, Schichten oder Klassen. Im 20. Jahrhundert entstanden verschiedene Richtungen, die den Begriff Sozialgeschichte unterschiedlich verwenden. Die Strukturgeschichte untersucht in Anlehnung an Begriffe der Soziologie Strukturelemente historischer Gesellschaften und darin stattfindende soziale Prozesse. Dagegen wird „Sozialgeschichte als sozialgeschichtlich orientierte Interpretation der allgemeinen Geschichte“ auch als Gesellschaftsgeschichte bezeichnet.

## Deutschland
In der deutschen Geschichtswissenschaft, die lange Zeit auf die Erforschung und Beschreibung des staatlichen Handelns konzentriert war, wurde die Sozialgeschichte traditionell stiefmütterlich behandelt. Diese Orientierung wurde im Streit der führenden Autoritäten mit Karl Lamprecht in den 1890er Jahren bekräftigt. Sozialgeschichte war des Sozialismus verdächtig.
In der Zeit des Nationalsozialismus kam es mit der „Volksgeschichte“ zu einer Abwendung von dem politikzentrierten Ansatz. Hierbei wurden völkische Soziologen wie Hans Freyer rezipiert. 1957 gründeten Otto Brunner und Werner Conze den Arbeitskreis für moderne Sozialgeschichte und betrieben Strukturgeschichte, einen Ansatz, mit dem sie politische, soziale, wirtschaftliche und andere Themen untersuchen wollten. Sie verstanden Sozialgeschichte als spezifische Betrachtungsweise der allgemeinen Geschichtswissenschaft, „eine Betrachtungsweise, bei der der innere Bau, die Struktur der menschlichen Verbände im Vordergrund steht, während die politische Geschichte das politische Handeln, die Selbstbehauptung zum Gegenstand hat“, so die Definition von Otto Brunner.
Beeinflusst davon und in Abgrenzung dazu entstand in den 1960er Jahren die als „Historische Sozialwissenschaft“ verstandene Sozialgeschichte der Bielefelder Schule, die seit 1975 in der Zeitschrift Geschichte und Gesellschaft ein eigenes Forum hat. Sie versucht Gesellschaftsgeschichte als Totalgeschichte historischer Gesellschaften zu betreiben.
Daneben existiert jedoch auch ein Verständnis von Sozialgeschichte als Geschichte sozialer Bewegungen, allen voran der Arbeiterbewegung. Diese Sozialgeschichte als historische Teildisziplin mit begrenztem Themenbereich drückt sich beispielsweise in der Zeitschrift Arbeiterbewegung und Sozialgeschichte aus. Sie steht in loser Verbindung mit einer Forschungsrichtung, die Geschichte des sozialen Fortschritts betreibt, um damit zur Analyse aktueller Probleme beizutragen. Schließlich hat sich die Forschung über die Geschichte der Armenfürsorge und des Sozialstaats als Teilgebiet der Sozialgeschichte etabliert.

## International
Außerhalb Deutschlands waren sozialgeschichtliche Zugänge schon in der Zwischenkriegszeit verbreitet. Von großem Einfluss war die französische Annales-Schule, die in Deutschland aber erst später rezipiert wurde.
Im Rahmen der zunehmenden Spezialisierung der Geschichtswissenschaft, der Debatte von Konzepten und Herangehensweisen der französischen und englischen Geschichtswissenschaft sowie in der Systemauseinandersetzung mit der marxistischen Geschichtswissenschaft um das Geschichtsbild erlangte die Sozialgeschichte in der zweiten Hälfte des 20. Jahrhunderts zusammen mit der Wirtschaftsgeschichte eine zunehmende Bedeutung.
Die Alltagsgeschichte entwickelte sich zunächst in polemischer Abgrenzung gegen die Sozialgeschichte in ihrer Bielefelder Form, der sie eine zu starke Fixierung auf Strukturen und eine Vernachlässigung der Erfahrung der Individuen vorwarf. Unter anderem aus der Alltagsgeschichte entstand mit der Neuen Kulturgeschichte ein heute mit der Sozialgeschichte konkurrierender Ansatz.

### Epochendarstellungen
- Géza Alföldy: Römische Sozialgeschichte, Stuttgart: Franz Steiner 2011
- Michael Borgolte: Sozialgeschichte des Mittelalters: eine Forschungsbilanz nach der deutschen Einheit (Historische Zeitschrift, Beihefte), München: Oldenbourg 1996
- Hartmut Kaelble: Sozialgeschichte Europas. 1945 bis zur Gegenwart, C.H.Beck, München 2007, ISBN 978-3-406-54984-7.

### Wissenschaftsgeschichte und -theorie
- Ute Daniel: „Kultur“ und „Gesellschaft“. Überlegungen zum Gegenstandsbereich der Sozialgeschichte. In: Geschichte und Gesellschaft, Bd. 19, 1993, S. 69–99.
- Jürgen Kocka: Sozialgeschichte in Deutschland seit 1945. Aufstieg, Krise und Perspektiven. Bonn 2002. ISBN 3-89892-136-0.
- Lutz Raphael (Hrsg.): Von der Volksgeschichte zur Strukturgeschichte. Die Anfänge der westdeutschen Sozialgeschichte 1945–1968. Leipziger Universitäts-Verlag, Leipzig 2002, ISBN 3-534-06096-2.
- Bettina Hitzer, Thomas Welskopp (Hrsg.): Die Bielefelder Sozialgeschichte. Klassische Texte zu einem geschichtswissenschaftlichen Programm und seinen Kontroversen. Bielefeld 2010. ISBN 978-3-8376-1521-0
- Arnd Hoffmann: Zufall und Kontingenz in der Geschichtstheorie: mit zwei Studien zu Theorie und Praxis der Sozialgeschichte. Klostermann, Frankfurt am Main 2005, ISBN 3-465-03369-8.
- Jürgen Kocka (Hrsg.): Sozialgeschichte im internationalen Überblick. Ergebnisse und Tendenzen der Forschung. Wissenschaftliche Buchgesellschaft, Darmstadt 1989, ISBN 3-534-06096-2.
- Jürgen Kocka: Sozialgeschichte. Begriff, Entwicklung, Probleme. 2. Auflage, Göttingen 1986. ISBN 3-525-33451-6.
- Günther Schulz, Christoph Buchheim, Gerhard Fouquet (Hrsg.): Sozial- und Wirtschaftsgeschichte. Arbeitsgebiete – Probleme – Perspektiven. Franz Steiner Verlag, Stuttgart 2005, ISBN 978-3-515-08771-1.
- Klaus Nathaus: Sozialgeschichte und Historische Sozialwissenschaft, Version: 1.0, in: Docupedia-Zeitgeschichte, 24. September 2012.
- Pascal Maeder, Barbara Lüthi, Thomas Mergel (Hrsg.): Wozu noch Sozialgeschichte? Eine Disziplin im Umbruch, Vandenhoeck & Ruprecht, Göttingen 2012.
- Peter Christian Ludz (Hrsg.): Soziologie und Sozialgeschichte. Aspekte und Probleme. Kölner Zeitschrift für Soziologie und Sozialpsychologie, Sonderheft 16, Westdeutscher Verlag, Opladen 1972.[8]

### Zeitschriften
- Cultural and Social History (Zeitschrift der Social History Society)
- Historical Social Research, seit 1976
- Geschichte und Gesellschaft, seit 1975
- Past & Present, seit 1952
- Sozial.Geschichte Online, seit 2009 (1986–2003: 1999. Zeitschrift für Sozialgeschichte des 20. und 21. Jahrhunderts; 2003–2007: Sozial.Geschichte. Zeitschrift für historische Analyse des 20. und 21. Jahrhunderts)